# سوپرمن (فیلم ۲۰۲۵)
سوپرمن (به انگلیسی: Superman) یک فیلم ابرقهرمانی آمریکایی محصول ۲۰۲۵ است که بر اساس دی‌سی کامیکس توسعه یافته و شخصیتی به همین نام را به نمایش می‌گذارد. این فیلم که توسط دی‌سی استودیوز تولید و توسط برادران وارنر پیکچرز توزیع می‌شود، اولین فیلم در دنیای دی‌سی (DCU) و بازراه‌اندازی سری فیلم‌های سوپرمن محسوب می‌شود. این فیلم به نویسندگی و کارگردانی جیمز گان است و دیوید کورنسوت در نقش کلارک کنت / سوپرمن در کنار ریچل بروزناهان، ایزابلا مونر، ادی گاتگی، ناتان فیلیون، آنتونی کریگن، ماریا گابریلا د فاریا، سارا سامپایو، اسکایلر گیزوندو، نیکلاس هولت ترنس روزمور و وندل پیرس بازی می‌کنند. در این فیلم، سوپرمن باید اعتماد جهانیان را دوباره جلب کند؛ چرا که لکس لوتر، میلیاردر حیله‌گر، با نقشه‌ای زیرکانه تلاش می‌کند افکار عمومی را علیه او برانگیزد.
توسعهٔ دنباله‌ای بر اولین فیلم دنیای توسعه‌یافته دی‌سی (DCEU) یعنی مرد پولادین (۲۰۱۳) در اکتبر ۲۰۱۴ آغاز شد و انتظار می‌رفت هنری کویل دوباره نقش خود را به عنوان سوپرمن بازی کند. پس از تولید پر دردسر لیگ عدالت (۲۰۱۷) برنامه‌ها تغییر کردند و دنبالهٔ مرد پولادین تا ماه مهٔ ۲۰۲۰ دیگر در برنامه‌های تولید نبود. گان کار بر روی یک فیلم بالقوه جدید از سوپرمن را در اوت ۲۰۲۲ آغاز کرده بود. در ماه اکتبر، او به همراه تهیه‌کننده پیتر سفرن مدیرعامل استودیو دی‌سی شد و آن‌ها کار بر روی دنیای جدید دی‌سی را آغاز کردند. در ماه دسامبر به‌طور عمومی اعلام شد که گان در حال نوشتن فیلم جدید سوپرمن است. عنوان سوپرمن: میراث (به انگلیسی: Superman: Legacy) در ژانویهٔ ۲۰۲۳ اعلام شد، گان در ماه مارس به عنوان کارگردان فیلم اعلام شد و کورنسوت و بروزناهان در ژوئن به عنوان بازیگران نقش اصلی فیلم انتخاب شدند. فیلمبرداری در فوریهٔ ۲۰۲۴ در نروژ آغاز شد و همزمان با آن نام فیلم به سوپرمن تغییر کرد. تولید فیلم عمدتاً در استودیوی تریلیث در آتلانتا و میکن، جورجیا انجام شد و همچنین لوکیشن‌های فیلمبرداری در اطراف جورجیا و اوهایو قرار داشتند. این فیلم از کمیک آل‌استار سوپرمن (۲۰۰۵–۲۰۰۸) اثر گرنت موریسون و فرانک کوایتلی و دیگران الهام گرفته است.
سوپرمن نخستین بار در ۷ ژوئیه ۲۰۲۵ در سالن نمایش چینی گرامن به نمایش درآمد و در ۱۱ ژوئیه ۲۰۲۵ در سینماهای ایالات متحده اکران شد. این فیلم بخشی از فصل اول DCU: خدایان و هیولاها محسوب می‌شود. این فیلم نقدهای مثبتی از سوی منتقدان دریافت کرد و با وجود بودجهٔ ۲۲۵ میلیون دلاری، بیش از ۵۸۵٫۱ میلیون دلار فروش داشته است و به هفتمین فیلم پرفروش ۲۰۲۵ تبدیل شده است.

## زمینه داستان
کلارک کنت یا سوپرمن مانع حمله کشور بوراویا به همسایه‌اش، جارهانپور، می‌شود و به رئیس‌جمهور بوراویا، واسیلی غورکوس، هشدار می‌دهد که دست از تجاوز بردارد. در متروپلیس، سوپرمن برای نخستین بار توسط یک متاهومن به نام «چکش بوراویا» شکست می‌خورد و با کمک سگ فوق‌قدرت خود، کریپتو، به دژ انزوا در قطب جنوب پناه می‌برد. آنها تحت تعقیب آنجلا اسپیکا، ملقب به «مهندس» و هم‌پیمان میلیاردری به نام لکس لوتر هستند. ربات‌های سوپرمن با تابش متمرکز نور خورشید او را درمان می‌کنند و پیامی از والدین بیولوژیکی‌اش، جوریل و لارا لور-وان، به او می‌رسانند که در آن علت فرستادنش به زمین برای نجات از نابودی کریپتون توضیح داده شده است. اما این پیام در مسیر آسیب دیده و تنها نیمه اول آن قابل پخش است.
سوپرمن به متروپلیس بازمی‌گردد اما بار دیگر توسط چکش شکست می‌خورد که در حقیقت کلون متاهومن لوتر، اولترامَن است. سوپرمن موافقت می‌کند تا توسط لوئیس لین، دوست دختر و همکار خبرنگارش در دیلی پلنت، مصاحبه شود. این مصاحبه به بحثی داغ درباره پیامدهای حقوقی و اخلاقی اقدامات او در بوراویا می‌انجامد. در همین حال، لوتر با ایجاد یک کایجو در متروپلیس حواس همه را پرت می‌کند و همراه با اولترامَن و مهندس وارد دژ انزوا می‌شود. آنها ربات‌ها را شکست داده، کریپتو را می‌گیرند و پیام کریپتونی را پیدا می‌کنند؛ مهندس قسمت آسیب‌دیده پیام را ترمیم می‌کند.
در ادامه، سوپرمن با کمک تیم «گروه عدالت» شامل گرین لنترن، میستر ترتیفیک و هاوک‌گرل به مبارزه با کایجو می‌پردازد. گرچه سوپرمن می‌خواهد موجود را زنده بگیرد، میستر ترتیفیک آن را می‌کشد. لوتر پیام کریپتونی را پخش می‌کند و سوپرمن شوکه می‌شود چون نیمه دوم پیام والدینش است که او را به تسخیر زمین و ازدواج‌های متعدد برای احیای نسل کریپتونی‌ها دعوت می‌کند.
نظر عمومی علیه سوپرمن می‌شود، به‌ویژه وقتی او عصبانیانه به دنبال کریپتو به سراغ لوتر می‌رود. لوئیس به سوپرمن اطمینان می‌دهد که به خوبی‌اش ایمان دارد و سوپرمن عشق خود را به او اعتراف می‌کند. سپس خود را به دولت آمریکا تسلیم می‌کند، که او را به لوتر تحویل می‌دهد تا در یک جهان مصنوعی محدود بازداشت و بازجویی شود، جایی که لوتر دشمنانش را مخفیانه نگه می‌دارد، از جمله کریپتو. سوپرمن در آنجا با متاهومن متامورفو زندانی است.
لوتر از پسر نوزاد متامورفو، جویی، به عنوان گروگان استفاده می‌کند تا متامورفو را مجبور کند بدنش را به کریپتونیت تبدیل کند و سوپرمن را بی‌دفاع سازد. هنگام بازجویی، لوتر حمایت‌کننده‌اش مالک علی را می‌کشد که باعث شوکه شدن متامورفو می‌شود. متامورفو به سوپرمن کمک می‌کند فرار کند و جویی و کریپتو را آزاد می‌کنند. لوئیس میستر ترتیفیک را متقاعد می‌کند که به جستجوی سوپرمن کمک کند و آنها وارد جهان مصنوعی می‌شوند و دیگران را نجات می‌دهند. لوئیس سوپرمن را به خانه والدین انسانی‌اش، جاناتان و مارثا کنت، می‌برد تا بهبود یابد. جاناتان به سوپرمن می‌گوید که اعمالش هویتش را می‌سازند، نه پیام والدین بیولوژیکی‌اش.
دوست دختر لوتر، ایو تچ‌ماچر، که به عکاس دیلی پلنت، جیمی اولسن علاقه‌مند است، شواهدی را درباره همکاری لوتر با بوراویا برای کسب نصف سرزمین جارهانپور به دیلی پلنت می‌دهد. لوتر او را زندانی می‌کند و با باز کردن درگاهی ناپایدار به جهان مصنوعی، سوپرمن را به متروپلیس بازمی‌گرداند که باعث ایجاد شکافی در واقعیت می‌شود.
سوپرمن گرین لنترن، هاوک‌گرل و متامورفو را می‌فرستد تا مانع حمله مجدد بوراویا به جارهانپور شوند. هاوک‌گرل غورکوس را می‌کشد و گرین لنترن متامورفو را به گروه عدالت دعوت می‌کند. در متروپلیس، سوپرمن و میستر ترتیفیک با مهندس و اولترامَن می‌جنگند. سوپرمن مهندس را شکست می‌دهد و می‌فهمد اولترامَن کلون خودش است.
لوتر آن‌قدر مصر است که سوپرمن را شکست دهد که حاضر نیست شکاف ایجادشده را ببندد و این شکاف شهر را نصف می‌کند. سوپرمن و کریپتو اولترامَن را شکست می‌دهند که به درون یک سیاه‌چاله کشیده می‌شود، سپس لوتر را در مقر خود دستگیر می‌کنند. میستر ترتیفیک شکاف را می‌بندد و سوپرمن ایدئولوژی لوتر را به چالش می‌کشد و امیدوار است که روزی لوتر انسانیت را در هر دو آنها بپذیرد.
لوئیس و جیمی نقشه‌های لوتر را به مردم افشا می‌کنند و نام سوپرمن را پاک می‌کنند. لوتر و همکارانش دستگیر می‌شوند و کسانی که در جهان مصنوعی زندانی بودند، از جمله ایو، آزاد می‌شوند. لوئیس اعتراف می‌کند که عاشق کلارک است. در حال استراحت سوپرمن در دژ انزوا، دخترعمویش کارا زور-ال مستأصلانه برای بردن کریپتو می‌آید و ربات‌ها با نمایش تصاویری از کودکی سوپرمن با والدین انسانی‌اش به او آرامش می‌دهند.

## بازیگران
- دیوید کورنسوت در نقش کلارک کنت / سوپرمن: یک بازمانده از کریپتون و یک روزنامه‌نگار جوان برای دیلی پلنت در متروپلیس.[۷][۸] کارگردان جیمز گان گفت که نسخه فیلم از سوپرمن حدوداً ۲۵ ساله خواهد بود و او را نسبت به نسخه تام ولینگ از سری اسمالویل (۲۰۰۱–۲۰۱۱) تثبیت‌تر می‌کند اما از نسخه هنری کویل از دنیای توسعه‌یافته دی‌سی (DCEU) جوان‌تر است.[۹] پیتر سفرن، تهیه‌کننده، نسخه فیلم از سوپرمن را «تجسم حقیقت، عدالت و روش آمریکایی» توصیف کرد: «او مهربانی در دنیایی است که مهربانی را قدیمی می‌داند.»[۱۰]
- ریچل بروزناهان در نقش لوئیس لین: خبرنگار دیلی پلنت و همکار نزدیک کلارک کنت. برازناهان لین را «به شدت باهوش و پر جنب و جوش» توصیف کرده است.[۱۱][۸]
- نیکلاس هولت در نقش لکس لوتر: یک تاجر و دشمن اصلی سوپرمن.[۱۲][۱۳] هولت از بازی مایکل روزنبام در نقش لکس لوتور از اسمالویل الهام گرفت و پس از خواندن آلستار سوپرمن، برای این نقش آمادگی گرفت.[۱۴]
- ادی گاتگی در نقش مایکل هولت / مستر تریفیک: یک ابرقهرمان و مخترع[۱۵]
- آنتونی کریگن در نقش رکس میسون / متامورفو: باستان‌شناس و ابرقهرمانی که می‌تواند عناصر موجود در بدن خود را به اشکال مختلف تبدیل کند.[۱۶] کریگان گفت که بازی در نقش یک ابرقهرمان پس از به تصویر کشیدن شخصیت شرور بتمن، ویکتور زساس در مجموعه تلویزیونی گاتهام (۲۰۱۴–۲۰۱۹) بسیار شاداب است. او احساس می‌کرد که می‌تواند با مقایسه نگرانی‌های متامورفو در مورد توانایی‌هایش با آلوپسی خود کریگان، «اصالت و حقیقت» را به نقش بیاورد.[۱۷]
- ناتان فیلیون در نقش گای گاردنر / گرین لنترن: یک حافظ صلح کهکشانی در سپاه گرین لنترن. این فیلم «مدل موی نمادین» شخصیت را از کمیک‌ها حفظ کرده است. فیلیون قبلاً نقش کوری پیتزنر را در فیلم DCEU جوخه انتحار (۲۰۲۱) از گان به تصویر کشیده بود.[۱۵]
- ایزابلا مرسد در نقش هاوک‌گرل: یک ابرقهرمان با بال‌ها و سلاح‌های مختلف دستی. قد کوتاه مونر، ۵ فوت ۱ اینچ (۱٫۵۵ متر)، او را از سایر قهرمانان DCU متمایز می‌کند. او احساس می‌کرد که نقش او به عنوان آنیا کورازون / آرانا در فیلم مادام وب (۲۰۲۴) از دنیای مرد عنکبوتی سونی (SSU) به او برای بازی در این نقش کمک کرده است، اگرچه او قبلاً به فیلمسازان سوپرمن در مورد اینکه او هر دو نقش را بازی می‌کند چیزی نگفته بود در صورتی که به او اجازه اینکار داده نشود.[۱۸]
- ماریا گابریلا د فاریا در نقش آنجلا اسپیکا / مهندس: عضوی از سازمان که توانایی‌هایش از فناوری نانو ساخته شده در بدن او ناشی می‌شود[۱۹]
- سارا سامپایو در نقش ایو تشماکر: دستیار لکس لوتر و علاقه‌مند به او[۲۰]
- اسکایلر گیزوندو در نقش جیمی اولسن: یک عکاس جوان برای دیلی پلنت و همکار کلارک کنت[۲۱]
- ترنس روزمور در نقش اوتیس: سرسپردهٔ لکس لوتور[۲۲]
- وندل پیرس در نقش پری وایت: سردبیر دیلی پلنت[۲۳]

علاوه بر این، برادر گان، شان گان در نقش تاجر مکسول لرد، و میلی آلکاک در نقش کارا زور-ال/سوپرگرل، دختر عموی سوپرمن ظاهر شدند.

## بازاریابی
گزارش هالیوود ریپورتر حاکی از آن بود که استودیو دی‌سی و شرکت وارنر برادرز ممکن است حدود ۲۰۰ میلیون دلار برای بازاریابی هزینه کنند، که با احتساب بودجه تولید، مجموع هزینه‌ها به حدود ۴۰۰ میلیون دلار می‌رسد. با این حال، مجله ورایتی گزارش داد که هزینه بازاریابی ۱۲۵ میلیون دلار بوده است.
در آستانه انتشار فیلم و هم‌زمان با موج گسترده اخراج مهاجران در دوره دوم ریاست‌جمهوری دونالد ترامپ، گان اظهار داشت: «سوپرمن داستان آمریکاست؛ مهاجری که از سرزمینی دیگر آمد و این کشور را شکل داد. اما برای من، این داستان بیشتر دربارهٔ این است که مهربانی انسانیِ پایه یک ارزش است—ارزشی که آن را از دست داده‌ایم.» این اظهارات با واکنش منفی برخی از طرفداران ترامپ و اعضای جنبش MAGA روبه‌رو شد. برخی از مفسران شبکه فاکس نیوز این فیلم را «سوپروُک» (Superwoke) نامیدند. اما گان در پاسخ گفت که سوپرمن متعلق به «همه» است و توضیح داد: «این داستان دربارهٔ مهربانی است، و فکر می‌کنم همه می‌توانند با آن ارتباط برقرار کنند.»

## انتشار
سوپرمن برای اولین بار در سالن نمایش چینی گرامن در ۷ ژوئیه ۲۰۲۵ نمایش داده شد. این فیلم در ۱۱ ژوئیه ۲۰۲۵ توسط برادران وارنر پیکچرز در ایالات متحده اکران شد. این فیلم بخشی از فصل اول DCU: خدایان و هیولاها است.
در ژانویه ۲۰۲۵، وراثِ جو شوستر، یکی از خالقان سوپرمن، شکایتی علیه شرکت برادران وارنر دیسکاوری تنظیم کردند و مدعی شدند که طبق قوانین متفاوت حق‌تألیف، حقوق پخش فیلم در برخی مناطق بین‌المللی به آن‌ها بازگشته است: در بریتانیا، ایرلند و استرالیا از سال ۲۰۱۷، و در کانادا از سال ۲۰۲۱. دو ماه بعد، شرکت برادران وارنر دیسکاوری درخواست رد این شکایت را ارائه داد و به رد شدن شکایات قبلی مرتبط با حق‌تألیف استناد کرد. این شکایت در آوریل به دلیل نبود صلاحیت قضایی رد شد. یک ماه بعد، شکایت مجدداً در دیوان عالی نیویورک ثبت شد و درخواست صدور حکم توقف نیز مطرح گردید، اما این درخواست در اوایل ژوئن رد شد.
این فیلم در تاریخ ۱۵ اوت ۲۰۲۵ برای دانلود دیجیتالی  منتشر شد و نسخه‌های اولترا اچ‌دی بلوری، بلوری و دی‌وی‌دی آن در ۲۳ سپتامبر عرضه می‌شوند. نسخه‌های نمایش خانگی این فیلم شامل صحنه‌های حذف‌شده، مستندی دربارهٔ روند ساخت فیلم، گفت‌وگوی تفسیری توسط گان، و مجموعه‌ای از ویدیوهای ویژه است.

## بازخورد

### گیشه
در اوایل ژوئن ۲۰۲۵، وب‌سایت درپ گزارش داد که فیلم سوپرمن برای سودآوری در گیشه باید بیش از ۵۰۰ میلیون دلار در سراسر جهان فروش کند، اما برای اینکه موفقیتی بزرگ تلقی شود، نیاز به فروشی حدود ۷۰۰ میلیون دلار دارد. هالیوود ریپورتر تخمین زد که این فیلم، بر اساس آمار تعامل با اولین تریلر کامل، می‌تواند در افتتاحیه داخلی خود حدود ۱۷۵ میلیون دلار بفروشد و در مجموع جهانی پتانسیل عبور از ۱ میلیارد دلار را دارد. این در حالی است که هزینه‌های تولید و بازاریابی فیلم در مجموع حدود ۴۰۰ میلیون دلار برآورد شده است. سه هفته پیش از اکران فیلم، پیش‌بینی شد که سوپرمن در افتتاحیه داخلی خود بین ۱۲۵ تا ۱۴۵ میلیون دلار، یا به‌طور میانگین حدود ۱۳۵ میلیون دلار، فروش کند که این رقم از افتتاحیه فیلم مرد پولادین (۱۱۶ میلیون دلار) بیشتر است. استودیوهای دی‌سی و برادران وارنر پیش‌بینی محافظه‌کارانه‌تری داشتند و افتتاحیه‌ای بین ۹۰ تا ۱۲۵ میلیون دلار را تخمین زدند، اما همچنان احتمال افتتاحیه ۱۷۵ میلیون دلاری مطرح بود که در صورت تحقق، از افتتاحیه بتمن در برابر سوپرمن: طلوع عدالت (۱۶۶ میلیون دلار) پیشی گرفته و به بزرگ‌ترین افتتاحیه یک فیلم دی‌سی تبدیل می‌شود.

### واکنش منتقدان
در وبگاه جمع‌آوری نقد راتن تومیتوز، ٪۸۲ از ۳۴۲ بررسی منتقدان مثبت است. اجماع این وبگاه چنین می‌نویسد: «این سوپرمن با انجام شاهکاری قهرمانانه، جهانی پویا و جدید را شکل می‌دهد، در حالی که قلب بزرگ و تپنده قهرمان خود را در مرکز قرار می‌دهد؛ او به‌عنوان مرد فردا به اوج می‌رسد، در عین حال که در زمان حال ریشه دارد.» این فیلم در متاکریتیک که از میانگین وزنی استفاده می‌کند، بر اساس نظر ۵۷ منتقدین امتیاز ۶۸ از ۱۰۰ را کسب کرده که نشان‌گر «نقدهای عموماً مطلوب» است. براساس نظرسنجی سینماسکور، مخاطبان به فیلم نمرهٔ میانگین A− در بازهٔ A+ تا F دادند که برابر با نمرهٔ فیلم مرد پولادین محصول سال ۲۰۱۳ است. طبق گزارش پست‌ترک، ۷۸ درصد از مخاطبان شرکت‌کننده گفته‌اند قطعاً این فیلم را به دیگران توصیه می‌کنند.